# Hôpital de l'Antiquaille
L'hôpital de l'Antiquaille est un ancien hôpital situé sur le site de l'Antiquaille dans la ville de Lyon. Il occupe un ancien couvent de Visitandines. L'ancien hôpital (ancien couvent et parties construites au XIXe siècle) fait l’objet d’une inscription au titre des monuments historiques depuis le 21 janvier 2005.

## Histoire

### XIXesiècle

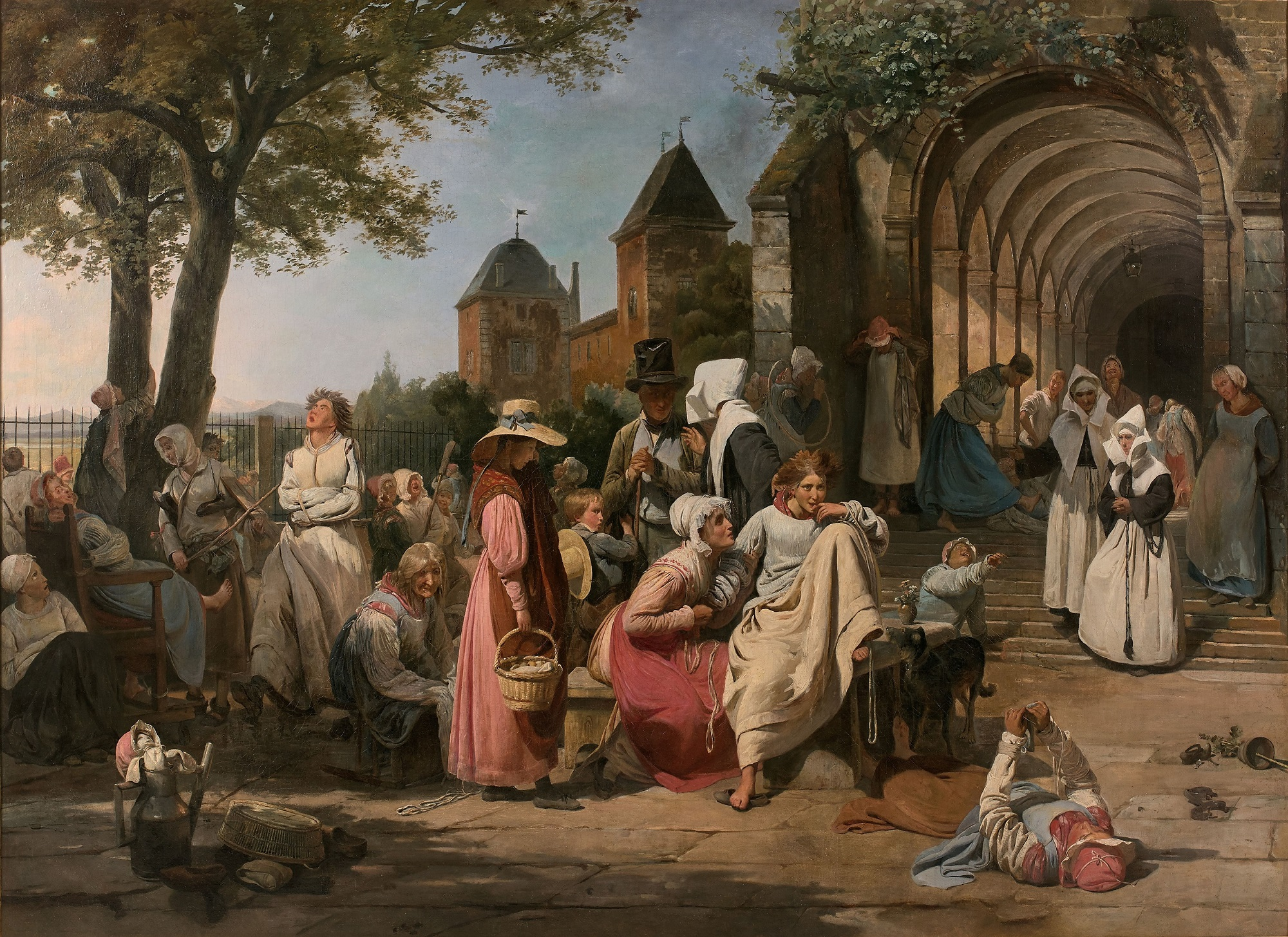
François-Auguste Biard, L’hôpital des fous à Lyon

Dès 1803, l'ancien couvent de la Visitation de l'Antiquaille eut une vocation hospitalière, en servant à désengorger l’hôpital de la Quarantaine des filles de mauvaise vie, des insensés et de quelques condamnés de droit commun. C'était essentiellement un asile pour les mendiants et les aliénés et les fonctions de soins passaient au second plan. Toutefois les médecins de l’Antiquaille ont toujours été recrutés sur concours.
Au milieu du XIXe siècle la médecine après avoir été  une science d’observation, devient avec Claude Bernard une science expérimentale. Les  médecins et chirurgiens de l’Antiquaille ont largement participé à cette mutation. Entre 1830 et 1876, l'Hôpital de l'Antiquaille a été l'objet de nombreux travaux (travaux d'agrandissements ou de modernisation) dont la plupart ont été dirigés par Louis Cécile Flacheron, architecte de la ville de Lyon. Ainsi donc L’Antiquaille fut administré avec sagesse, mais, aux prises avec des difficultés budgétaires chroniques, il est réuni en 1846 aux hospices civils de Lyon ; ainsi la richesse des uns compenserait la pauvreté de l’autre.
Parmi les pionniers il faut citer Paul Diday (1813-1895). Le plus parisien des médecins lyonnais, il a soutenu sa thèse en 1837 à l’hôpital de la Pitié à Paris, la faculté de  médecine de Lyon ne date que de 1877. Bien que né à Bourg-en-Bresse,  il hésita beaucoup à quitter la capitale, et ne prit son poste à l’Antiquaille qu’en 1843. Ses travaux scientifiques sont entièrement consacrés aux maladies vénériennes et en particulier à la syphilis. À l’aube de la médecine scientifique et à la naissance de la microbiologie, il isole  sur des arguments cliniques la blennorragie de la syphilis, avant qu’Albert Neisser n’isole le gonocoque. C’est un homme plein d’humour, son dernier travail médical est une auto-observation qui porte sur le Règlement de l’urination nocturne chez les prostatiques. Il faut citer à sa suite Joseph Rollet puis Antoine Gailleton. Jean-Victor Augagneur a été interne des hôpitaux puis chef de clinique chirurgicale en 1881. Ses travaux ont porté sur les maladies vénériennes, synthétisés dans un Précis des maladies vénériennes (Collection Testut, 1906) en collaboration avec Marius Carle réédité plusieurs fois (Douin 1927). Victor Rochet (1860-1934) transforma en 1900, le service d’homme vénérien et dartreux en service d'urologie.

### XXesiècle
Durant la Seconde Guerre mondiale, l'hôpital est le lieu d'une opération de la Résistance qui libère des prisonniers des Allemands faussement malades, Serge Ravanel, Maurice Kriegel-Valrimont et François Morin-Forestier. Menée par le groupe franc du mouvement Libération-Sud, il se déroule en mai 1943.
Après les années sombres de la guerre et de l’occupation, l’hôpital continuera dans la  tradition. De la syphilographie on évolue vers la dermatologie avec le docteurs Jean Gaté et Thiers. À partir de l’urologie l’hôpital se spécialisera en néphrologie sous l’impulsion de Jules Traeger. En équipe avec le service de chirurgie urologique on réalise quelques greffes allogèniques de rein. Les résultats sont très incertains, jusqu’au  milieu des années 1960, lorsqu’apparaît le premier médicament  immunosuppresseur efficace, le serum anti-lymphocytaire. Ce médicament préparé par l’Institut Pasteur de Lyon, va propulser l’hôpital de l’Antiquaille  dans les  premiers rangs mondiaux de la transplantation d’organes. 
Le site abrite également jusqu’à sa fermeture un service de neurologie et accueille les détenus des prisons de Lyon jusqu’en 1985.
En 2003, l'hôpital de l'Antiquaille ferme ses portes,. Le site est acquis par Société anonyme de construction de la ville de Lyon dans le but de transformer le site en logements, bureaux, résidence universitaire, restaurant et hôtel cinq étoiles. De juillet 2011 à avril 2012, le Service archéologique de la ville de Lyon réalise sur ce site une fouille préventive. Un habitat privé antique des Ier – IIe siècle est découvert lors de ces fouilles, avant sa destruction par le projet immobilier.
L'hôtel Villa Maïa a ouvert en mars 2017 sur l'emplacement de l'hôpital.